# Кеффелек, Ян
Ян Кеффелек (фр. Yann Queffélec; род. 4 сентября 1949) — французский писатель.

## Биография
Сын бретонского писателя и сценариста Анри Кеффелека, младший брат пианистки Анн Кеффелек. Учился в морской школе. Кроме художественной прозы, автор эссе, текстов песен (в том числе — написанных для Пьера Башле).
Жена — пианистка Брижит Анжерер, умерла в 2012 году.

## Творчество
Начал литературную карьеру довольно поздно, выпустив в 1981 г. биографию композитора Белы Бартока. Однако уже в 1985 г. роман Кеффелека «Варварские свадьбы» (фр. Les Noces barbares, русский перевод 2002) — трагическая история мальчика, рождённого в результате изнасилования и потому отвергнутого матерью, — получил Гонкуровскую премию, а в 1987 был экранизирован Марион Хенсель.